# Patrick Agyemang
Patrick Agyemang, född 29 september 1980, är en engelsk-ghanansk före detta fotbollsspelare. Han är född i Walthamstow, England, men har spelat 2 landskamper för Ghana.
Agyemang spelade sina första år som proffs med Wimbledon FC och lämnade klubben efter säsongen 2003/2004 i samband med att klubben flyttades till Milton Keynes. Han spelade därefter bland annat för Preston North End, Queens Park Rangers och Portsmouth. Han avslutade spelarkarriären 2015. Efter fotbollskarriären har han arbetat som kostrådgivare för Herbalife.